# Оя, Эско
Эско Оя (эст. Esko Oja; род. 1973, Таллин) — эстонский композитор.

## Биография
Окончил Эстонскую академию музыки (1997), где изучал композицию под руководством Лепо Сумеры, Эйно Тамберга и Раймо Кангро. Автор двух симфоний, концерта для тромбона с оркестром, многочисленных камерных произведений. В произведениях Ои традиции академической музыки испытывают воздействие со стороны джаза; среди коллективов, с которыми он сотрудничает, — Таллинский квартет саксофонистов.